# Tarnopol (hromada)
Tarnopol (ukr. Тернопільська міська громада) – hromada miejska w obwodzie tarnopolskim, w rejonie tarnopolskim.
Utworzona 14 listopada 2018 r.
Hromada składa się z miasta Tarnopol i 10 wsi: Czerniechów, Hladki, Horodyszcze, Jankowce, Kobzariwka, Kurowce, Małaszowce, Nosowce, Pleszkowce, Wertełka.